# Cooperação Estruturada Permanente
A Cooperação Estruturada Permanente (PESCO) é a parte da Política de Defesa e de Segurança Comum (PCSD) da União Europeia (UE) na qual 25 das 27 forças armadas nacionais buscam a integração estrutural. Com base no artigo 42.6 e no Protocolo 10 do Tratado da União Europeia, introduzido pelo Tratado de Lisboa em 2009, o PESCO foi iniciado em 2017. A integração inicial no formato PESCO é uma série de projetos lançados em 2018.
Juntamente com a Revisão Anual Coordenada da Defesa (CARD), o Fundo Europeu de Defesa e a Capacidade de Planejamento e Conduta Militar (MPCC), constitui um novo pacote de defesa abrangente para a UE.
A PESCO é semelhante à cooperação reforçada em outras áreas políticas, no sentido de que a integração não exige a participação de todos os estados membros da UE.[carece de fontes?]